# Soizy-aux-Bois
Soizy-aux-Bois és un municipi francès, situat al departament del Marne i a la regió del Gran Est. L'any 2007 tenia 141 habitants.

## Demografia

### Població
El 2007 la població de fet de Soizy-aux-Bois era de 141 persones. Hi havia 56 famílies, de les quals 12 eren unipersonals (8 homes vivint sols i 4 dones vivint soles), 20 parelles sense fills, 20 parelles amb fills i 4 famílies monoparentals amb fills.
La població ha evolucionat segons el següent gràfic:
Habitants censats

### Habitatges
El 2007 hi havia 68 habitatges, 56 eren l'habitatge principal de la família, 7 eren segones residències i 5 estaven desocupats. 58 eren cases i 10 eren apartaments. Dels 56 habitatges principals, 40 estaven ocupats pels seus propietaris, 15 estaven llogats i ocupats pels llogaters i 1 estava cedit a títol gratuït; 5 tenien dues cambres, 13 en tenien tres, 8 en tenien quatre i 30 en tenien cinc o més. 49 habitatges disposaven pel capbaix d'una plaça de pàrquing. A 31 habitatges hi havia un automòbil i a 23 n'hi havia dos o més.

### Piràmide de població
La piràmide de població per edats i sexe el 2009 era:
| Homes | Edats   | Dones |
| ----- | ------- | ----- |
| 0     | 95 o +  | 0     |
| 0     | 90 a 94 | 0     |
| 0     | 85 a 89 | 0     |
| 4     | 80 a 84 | 0     |
| 0     | 75 a 79 | 4     |
| 0     | 70 a 74 | 0     |
| 0     | 65 a 69 | 0     |
| 4     | 60 a 64 | 0     |
| 8     | 55 a 59 | 12    |
| 8     | 50 a 54 | 4     |
| 8     | 45 a 49 | 0     |
| 0     | 40 a 44 | 0     |
| 8     | 35 a 39 | 4     |
| 8     | 30 a 34 | 8     |
| 4     | 25 a 29 | 8     |
| 4     | 20 a 24 | 4     |
| 8     | 15 a 19 | 4     |
| 0     | 10 a 14 | 16    |
| 4     | 5 a 9   | 0     |
| 0     | 0 a 4   | 4     |

## Economia
El 2007 la població en edat de treballar era de 97 persones, 82 eren actives i 15 eren inactives. De les 82 persones actives 70 estaven ocupades (38 homes i 32 dones) i 12 estaven aturades (5 homes i 7 dones). De les 15 persones inactives 9 estaven jubilades, 3 estaven estudiant i 3 estaven classificades com a «altres inactius».

### Ingressos
El 2009 a Soizy-aux-Bois hi havia 60 unitats fiscals que integraven 159 persones, la mediana anual d'ingressos fiscals per persona era de 15.289 €.

### Activitats econòmiques
Dels 4 establiments que hi havia el 2007, 3 eren d'empreses de construcció i 1 d'una empresa d'hostatgeria i restauració.
Dels 2 establiments de servei als particulars que hi havia el 2009, 1 era un paleta i 1 lampisteria.
L'any 2000 a Soizy-aux-Bois hi havia 4 explotacions agrícoles.

## Poblacions més properes
El següent diagrama mostra les poblacions més properes.